# Artemi Aleksandrov
Artemi Aleksandrov (* 28. August 2000 in Tallinn) ist ein estnischer Eishockeyspieler, der seit 2022 beim Boro/Vetlanda HC in der schwedischen Hockeytvåan unter Vertrag steht.

## Karriere

### Club
Artemi Aleksandrov begann seine Karriere als Eishockeyspieler in seiner estnischen Heimat bei Purikad Tallinn. Im Alter von 15 Jahren wechselte er 2015 zum HK Vipers Tallinn, wo er in den Jugendmannschaften zum Einsatz kam. 2016 zog es ihn nach Schweden, wo er zunächst unterklassig beim Nynäshamns IF auf dem Eis stand. 2018/19 spielte er für den Rögle BK in der J20 SuperElit, der höchsten schwedischen Juniorenspielklasse. Anschließend ging er nach Finnland, wo er für Jokerit und TuTo Hockey in der höchsten finnischen Nachwuchsliga aktiv war. 2020 kehrte er nach Schweden zurück und spielte dort zunächst für Nittorps IK und den IK Guts und seit 2022 beim Boro/Vetlanda HC jeweils in der viertklassigen Hockeytvåan.

### International
Für Estland nahm Aleksandrov im Juniorenbereich an der Division II der U18-Weltmeisterschaften 2017 und 2018 sowie der U20-Weltmeisterschaften 2018 und 2019 und der Division I der U20-Weltmeisterschaft 2020 teil.
Sein Debüt für die Herren-Nationalmannschaft gab Aleksandrov bei der Qualifikation für die Olympischen Winterspiele 2022 in Peking. Anschließend spielte er bei der
Weltmeisterschaft 2023 der Division I. Außerdem vertrat er seine Farben bei sowie beim Baltic Challenge Cup 2019 und 2023.

## Erfolge und Auszeichnungen
- 2019 Aufstieg in die Division I, Gruppe B, bei der U20-Weltmeisterschaft der Division II, Gruppe A